# Wied il-Għasel

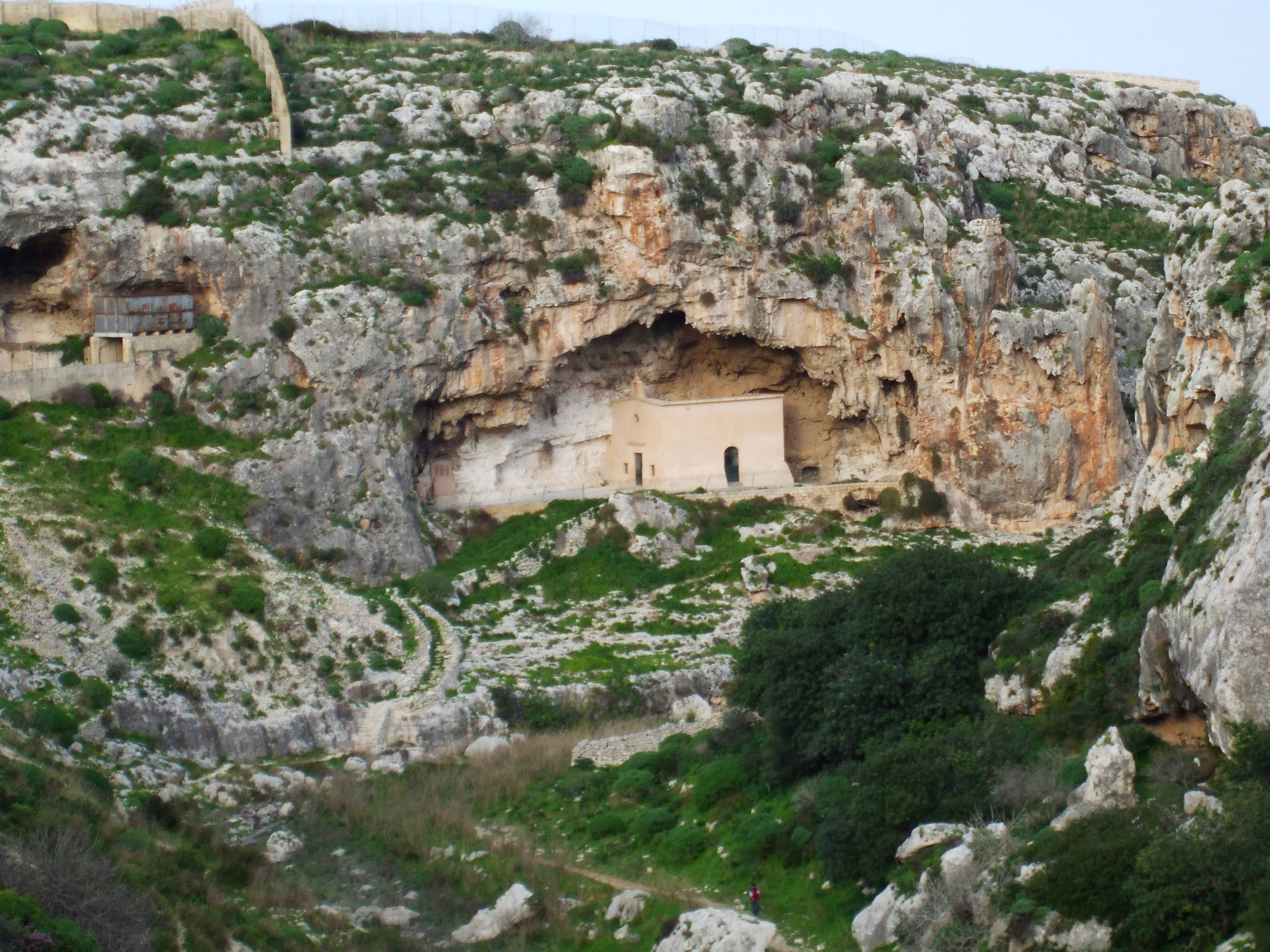
Kaplica św. Pawła Pustelnika, zlokalizowana w jaskini na zboczu Wied Il-Ghasel

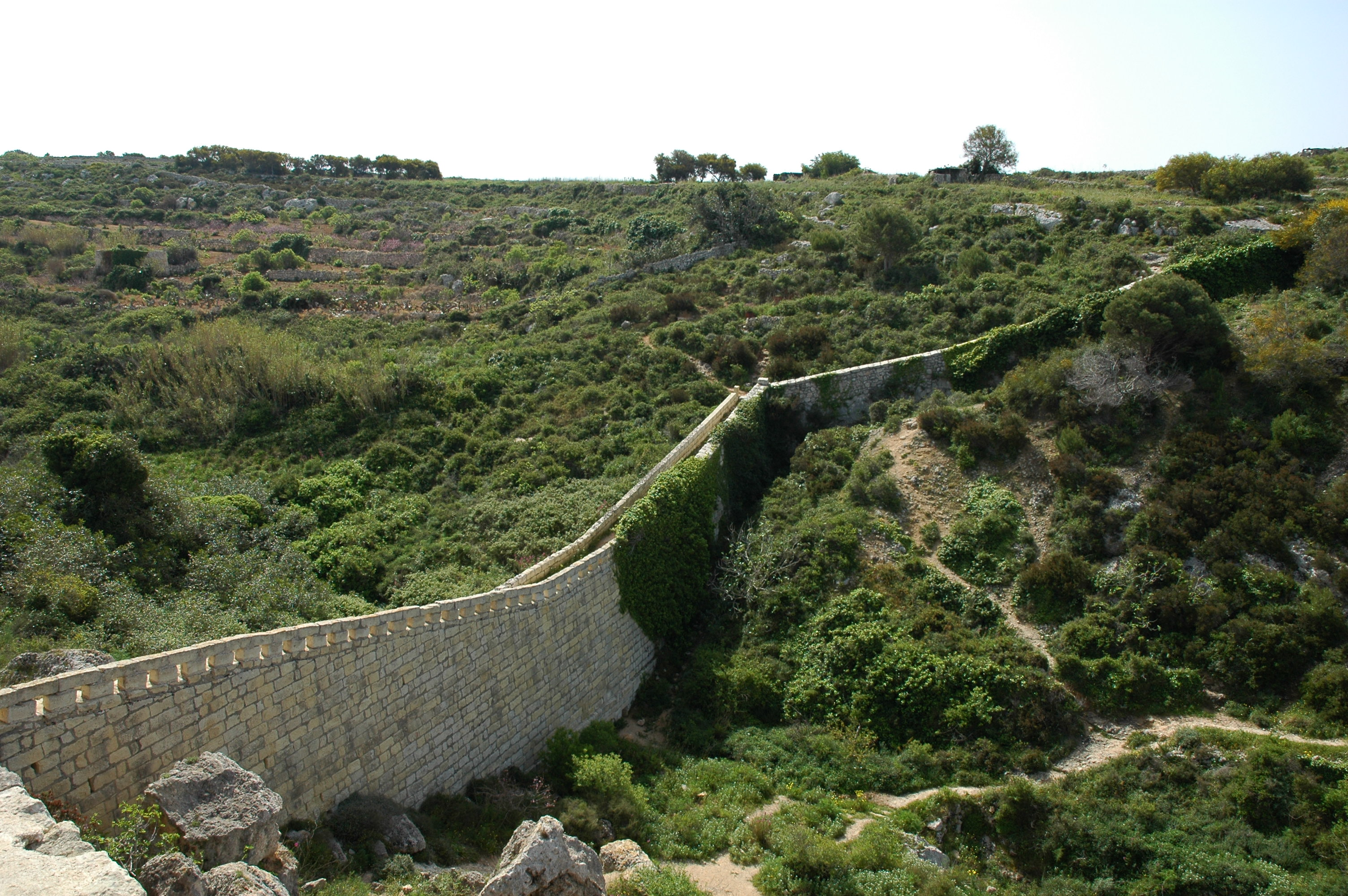
Victoria Lines

Wied il-Għasel (ang. Honey Valley) - dolina w miejscowości Mosta ns Malcie. Jest w niej kilka jaskiń, w jednej z nich zbudowana jest kaplica św. Pawła Pustelnika. Przez dolinę przechodzi Victoria Lines. W tym miejscu dostępne są liczne ścieżki i szlaki turystyczne.